# LISAGO
LISAGO（呉 梨沙）（リサゴー、1973年5月6日 - ）は愛知県名古屋市出身のシンガーソングライター、レコーディング・ディレクター。作詞家としての活動の際には、ペンネーム「森村メラ」及び「田代奈々」を使用する。2005年からハロー!プロジェクトのアイドル、ユニットに歌詞を提供している。森村メラの由来はジム・モリソンと当時の恋人パメラ・カーソンをドッキングさせたものだという。また、美勇伝の『曖昧ミーMIND』ではコーラスを担当している。

## ディスコグラフィー

### シングル
1. すばやく抱きしめて　(1995年4月21日)
2. BLUE SKY BLUE　(1995年7月21日)
3. Me and My Shadow　(1995年12月21日)
4. キット晴れになる　(1996年2月21日)
5. いーんじゃない　(1996年6月21日)
6. あらゆる想い　(1996年11月7日)
7. BOYFRIEND　(1997年4月21日)
8. ビニールのない傘　(1997年7月4日)
9. Never Say Good-bye　(1997年11月21日)
10. REMIND　(1998年4月21日)
11. 四つ葉　(2000年11月22日)
12. Limelight　(2001年7月11日)
13. 傷細工　(2002年10月30日)
14. 迎え火　(2002年11月27日)
15. ミカヅキ　(2004年2月18日)
16. YINYANG　(2005年2月5日)
17. ヒヤシンス　(2006年11月3日)
18. APACHE MOON　(2008年12月16日)
19. Who is overdue?　(2009年8月15日)

### アルバム
1. GO ON AND ROCK IT!　(1995年6月21日)
2. LIFE,WORDS & MIND　(1996年4月24日)
3. 抱擁とKISS　(1997年7月21日)
4. HOTEL FIRE ROSEBED　(1998年5月21日)
5. SUNBEAM　(1999年5月21日)
6. MOONBEAM　(2000年7月5日)
7. ウタイメ　(2002年2月27日)
8. 回路マイマイ　(2003年8月20日)
9. スケルネスト　(2004年7月21日)
10. SUNDANCE　(2010年1月31日)

### ミニ・アルバム
1. AcoustronicA　(2008年5月10日)
2. 12CMENTAL　(2009年2月10日)

## 楽曲提供
☆：月光恵亮プロデュース
- Rambling Dreamer　世良公則（後に、セルフカバー）☆
- 君が選んだ愛の形　吉田匠（シングル『もう誰もこんなふうに愛せはしない』収録）☆
- 涙をふいてあげる　合谷羊生
- Welcome to my Heart　合谷羊生
- Street Fighting Girl　中村亜紀　☆
- Bye-Break Heart　中村亜紀　☆
- めぐみの雨　中村亜紀　☆
- 絵に描いたようなTure Love　松田樹利亜（アルバム『Julia III』収録）☆
- オモイデノヒト　松田樹利亜　（アルバム『STEEL & SILK』収録）☆
- 南十字星　Chere　（シングル『カスタード』のC/W）☆
- 曖昧ミーMIND　美勇伝　（シングル『紫陽花アイ愛物語』のC/W）
- Missラブ探偵　W（ダブルユー）
- FRIENDSHIP　W（ダブルユー）（シングル『Missラブ探偵』のC/W）
- 砂を噛むように…NAMIDA　松浦亜弥
- ハピネス　松浦亜弥　（『砂を噛むように…NAMIDA』のC/W）
- Dear my…　寿美菜子
- 私のそばで　鈴木愛理　（アルバム『Do me a favor』収録）
- マイネームイズアイデンティティ　PINK CRES.　（ミニアルバム『Soleil』収録）